# Adrien Demuth
Pour les articles homonymes, voir Demuth.
Adrien Demuth est un joueur d'échecs français, né le 14 avril 1991 à Saint-Denis de La Réunion et Grand maître international (GMI) depuis 2015.
Au 1er mai 2025, Adrien Demuth est le 458e joueur mondial et le 17e joueur français avec un classement Elo de 2 524 points (meilleur classement 2 562 Elo en 2015).

## Biographie
Adrien Demuth apprend les échecs à Tahiti de 1998 à 2002 au club de Papeete. Rentré en métropole, il joue successivement pour Rochefort, Niort, Châlons-en-Champagne, Mulhouse, Migné (Poitiers), Marseille et Nice. Il est actuellement licencié au club de Grasse.
Vice-champion de France à trois reprises dans les catégories jeunes, il est plusieurs fois sélectionné en équipe de France des jeunes. Maître international en 2011, il obtient le titre de Grand maître international en 2015.  
Il gagne le Championnat international de Paris en 2013, le tournoi Accession du Championnat de France en 2015, remporte la Coupe de France d'échecs en 2017 avec le club de Nice-Alekhineet devient double champion de Suisse par équipes en 2023 et 2024 avec le club de Riehen (Bâle). 
Pendant ses études de mathématiques à La Rochelle, Adrien Demuth remporte par deux fois le Championnat de France universitaire, en 2011 et 2015,.
Depuis 2016, il est préparateur de l'équipe de France A. aux Olympiades et aux championnats d'Europe des nations, ainsi qu'entraîneur de l'équipe de France des jeunes aux championnats du monde et d'Europe,. En 2018, il obtient le titre de FIDE Trainer (Entraîneur de la Fédération Internationale Des Echecs).
Adrien Demuth est aussi l'auteur de livres d'ouvertures: sur l'Ouverture Réti (The Modernized Reti, 2017), sur la Défense hollandaise  (The Modernized Dutch, 2019), et sur la Défense sicilienne (The Modernized Sicilian Kan, 2021), tous les trois publiés chez Thinkers Publishing.
Il est également commentateur de parties pour la plateforme chess24.com et réalise des séries vidéo pour le site Chessable.